# Estació de Caldes d'Estrac
Caldes d'Estrac (anteriorment coneguda com a Caldetes) és una estació de ferrocarril propietat d'adif situada a la població de Caldes d'Estrac a la comarca del Maresme. L'estació es troba a la línia Barcelona-Mataró-Maçanet per on circulen trens de la línia R1 de Rodalies de Catalunya operat per Renfe Operadora.
Aquesta estació de la línia de Mataró va entrar en servei el 1857 quan es va obrir la primera ampliació del ferrocarril de Barcelona a Mataró, la primera línia de ferrocarril de la península Ibèrica, fins a Arenys de Mar. La iniciativa de la construcció del ferrocarril havia estat de Miquel Biada i Bunyol per dur a terme les múltiples relacions comercials que s'establien entre Mataró i Barcelona.
L'any 2016 va registrar l'entrada de 304.000 passatgers.
| Procedència/Destinació                  | <                         | Línia | >             | Procedència/Destinació                        |
| --------------------------------------- | ------------------------- | ----- | ------------- | --------------------------------------------- |
| Rodalia de Barcelona                    |                           |       |               |                                               |
| Molins de Rei L'Hospitalet de Llobregat | Sant Andreu de Llavaneres |       | Arenys de Mar | Arenys de Mar Calella Blanes Maçanet-Massanes |
| Rodalia de Girona                       |                           |       |               |                                               |
| L'Hospitalet de Llobregat               | Sant Andreu de Llavaneres |       | Arenys de Mar | Figueres Portbou                              |